# Комал (округ, Техас)
Шаблон:StateAbbr_ 29°49′ пн. ш. 98°17′ зх. д. / 29.81° пн. ш. 98.28° зх. д.
Округ Комал (англ. Comal County) — округ (графство) у штаті Техас, США. Ідентифікатор округу 48091.

## Історія
Округ утворений 1846 року.

## Демографія
За даними перепису 2000 року загальне населення округу становило 78021 осіб, зокрема міського населення було 44644, а сільського — 33377. Серед мешканців округу чоловіків було 38221, а жінок — 39800. В окрузі було 29066 домогосподарств, 21881 родин, які мешкали в 32718 будинках. Середній розмір родини становив 3,05.
Віковий розподіл населення поданий у таблиці:
| Стать    | До 15 років | 15-21 | 22-29 | 30-39 | 40-49 | 50-65 | 65-85 | Понад 85 |
| -------- | ----------- | ----- | ----- | ----- | ----- | ----- | ----- | -------- |
| Чоловіки | 8387        | 3541  | 3134  | 5216  | 6271  | 6636  | 4637  | 399      |
| Жінки    | 7969        | 3343  | 3162  | 5545  | 6386  | 6863  | 5565  | 967      |

## Суміжні округи
- Бланко — північ
- Гейс — північний схід
- Гвадалупе — південний схід
- Беар — південний захід
- Кендалл — північний захід

## Виноски
1. ↑  U.S. Decennial Census. United States Census Bureau. Архів оригіналу за 12 квітня 2013. Процитовано 21 квітня 2015.
2. ↑  Texas Almanac: Population History of Counties from 1850–2010 (PDF). Texas Almanac. Архів (PDF) оригіналу за 26 лютого 2015. Процитовано 21 квітня 2015.
3. ↑  State & County QuickFacts. United States Census Bureau. Архів оригіналу за 12 грудня 2013. Процитовано 9 грудня 2013.(англ.) Наведено за англійською вікіпедією.
4. ↑  American FactFinder. Бюро перепису населення США. Архів оригіналу за 29 липня 2011. Процитовано 31 січня 2008.

| США | Це незавершена стаття з географії США. Ви можете допомогти проєкту, виправивши або дописавши її. |